# خوزه خیمه اسپینا
خوزه خیمه اسپینا (به انگلیسی: Jose Jaime Espina) (زاده ۸ مارس ۱۹۶۲ - درگذشته ۸ ژوئیه ۲۰۲۱) که به نونوی شهرت دارد، یک روزنامه‌نگار فیلیپینی و یکی از بنیانگذاران اتحادیه ملی روزنامه‌نگاران این کشور (NUGP) بود. او بعدها از ۲۰۱۸ تا ۲۰۲۱ سمت ریاست اتحادیه ملی روزنامه‌نگاران فیلیپین را بر عهده گرفت. اسپینا مدافع آزادی مطبوعات بود و ابتدا در مورد مسائل اجتماعی فیلیپین گزارش‌های تأثیر گذاری را درج می‌کرد، از جمله درگیری‌های مسلحانه کمونیستی، مسائل حقوق بشر، آوارگی و مهاجرت داخلی و درگیری میندانائو.

## روزنامه‌نگاری
اسپینا در دوران دانشجویی، سردبیری یک روزنامه دانشجویی بنام پاگ‌بوت‌لاک که در دانشگاه فیلیپین ویسا یاس  منتشر می‌شد را برعهده داشت. اسپینا در زمان رژیم فردیناند مارکوس، عضو انجمن خبرنگاران، صدا و سیما و گزارشگران بود. او در یک رسانه خبری که به درج اخبار مبادرت می‌کرد (COBRA-ANS) تحت عنوان «مطبوعاتی پشه» علیه اطلاعات غلطی که توسط دولت منتشر می‌شد مبارزه می‌کرد. اسپینا در ادامه فعالیت‌هایش با درج اخبار در رسانه‌های داخلی و گزارشاتی که در مورد نقض حقوق بشر توسط دولت منتشر کرد مورد توجه قرار گرفت، او یکی از بنیانگذاران اتحادیه ملی روزنامه‌نگاران فیلیپین بود، او بعدها از ۲۰۱۸ تا ۲۰۲۱ یعنی تا قبل از زمان مرگش سمت ریاست اتحادیه را برعهده داشت. اسپینا به دلیل نقض حقوق بشر دولتی منتقد ریاست‌جمهوری رودریگو دوترته بود. در پی فعالیت بشردوستانه که با ائتلاف ۹ همراهی داشت باعث شد به عنوان جبهه حقوقی کمونیسم به وی برچسب تروریسم زده شود.
اسپینا علاوه بر این به رسانه‌های اینترکشن، اینکوایر نت و مانیلا استاندارد کمک کرده بود.
اسپینا طرفدار برجسته حقوق کارگران رسانه‌ای، به ویژه کسانی که خارج از مانیل در استانهای ۲۰۰۹که فیلیپین فعالیت می‌کردند بود. او همچنین مدافع قربانیان قتل‌عام آمپاتوران شد که۳۲ کارگر رسانه قربانی آن شدند، به سبب تلاش‌های او برخی از عاملان این جنایت در سال ۲۰۱۹ مقصر شناخته شدند.
در ۲۰۲۰، اسپینا در مورد حمایت از حق رای دادن ABS-CBN سخن گفت این در حالی بود که دولت مود مؤاخذه قرار داشت، اسپینا پس از اعلام بسته شدن رسانه رپلر، گردهمایی‌هایی را در حمایت از رسانه‌ها ترتیب داد.

## جوایز
جایزه مارسلو دل پیلار از جانب انجمن صنفی ویراستاران دانشگاه فیلیپین به اسپینا اعطا شد و او را «بی‌شک یک نیروی پیشرو دفاع از آزادی مطبوعات و آزادی بیان در کشور» معرفی نمود.

## زندگی‌شخصی و مرگ
اسپینا در باکلود، نگروس باختری، فیلیپین متولد و در آنجا بزرگ شد. وی در ۱۹۷۸ از دبیرستان نگروس باختری در باکلود فارغ‌التحصیل شد. او با لنی روخو که دارای دو فرزند بود ازدواج کرد و آنها در محله باراناگای ویلامونته در باکلود ساکن بودند.
اسپینا در ۷ ژوئیه ۲۰۲۱ بر اثر ابتلا به سرطان کبد در ۵۹ سالگی، آنهم پس از بهبودی از کووید ۱۹ COVID-19 درگذشت. اتحادیه ملی روزنامه‌نگاران برای ادای احترام به او، وی را «یک قهرمان خستگی ناپذیر برای آزادی مطبوعات و رفاه کارگران رسانه» خواند. انجمن خبرنگاران خارجی فیلیپین از اسپینا گفته‌اند که او همیشه «در خط مقدم مبارزه با آزار و اذیت سرکوب رسانه‌ها ایستاده بود».